# Unite and Win
 (juin 2022).
Albums de Oi Polloi
Mad as...
(1987) In Defence of our Earth
(1990)
Unite and Win est un album du groupe d'anarcho-punk écossais Oi Polloi, sorti en 1987 sur le label Oi! Records et réédité en 1994.

## Pistes
1. "Punx'n'Skins" – 3:40
2. "We Don't Need Them" – 2:35
3. "**** the Bill" – 1:58
4. "Lowest of the Low" – 5:52
5. "Nuclear Waste" – 2:52
6. "Commies and Nazis" – 3:12
7. "Pigs for Slaughter" – 4:51
8. "Scum"
9. "Thrown on the Scrapheap" – 3:40
10. "Punx Picnic in the Price's Street Gardens" – 3:50
11. "Mindless Few" – 4:34
12. "Unite and Win" – 1:36
13. "Minority Authority" – 1:52
14. "Skinhead" – 2:48
15. "Boot Down the Door" – 2:45
16. "Americans Out" – 2:31
17. "Thugs in Uniform" – 3:58
18. "Pigs for Slaughter" – 4:13
19. "Rich Scumbag" – 3:29
20. "Never Give in" – 2:48